# 2850 Можайський
2850 Можайський (2850 Mozhaiskij) — астероїд головного поясу, відкритий 2 жовтня 1978 року.
Тіссеранів параметр щодо Юпітера — 3,482.